# Mnesipenthe ilione
Mnesipenthe ilione är en fjärilsart som beskrevs av Thierry-mieg 1893. Mnesipenthe ilione ingår i släktet Mnesipenthe och familjen mätare. Inga underarter finns listade i Catalogue of Life.